# Anopress
Anopress je plnotextová databáze textů z českých médií s archívem retrospektivně dosahujícím až (podle typu dokumentu) do roku 1996. Obsah databáze je aktualizován denně. Obsahuje plné texty novinových a časopiseckých článků, doslovné přepisy televizních a rozhlasových relací a zprávy z internetových serverů. Databáze je vyvíjena a spravována společností Anopress IT, a.s. působící v ČR od roku 1997 jako dodavatel monitoringu médií. Společnost vznikla v roce 2002 jako právní nástupce společnosti Anopress, s.r.o a od roku 2011 je členem nadnárodní středoevropské monitorovací společnosti NEWTON Media, kterou spoluzaložil Petr Kraus, pravomocně odsouzený za praní špinavých peněz v kauze Mostecká uhelná.
Připojení k databázi je zajištěno pomocí nástroje Tovek Tools od společnosti Tovek, s.r.o. Uživatelské rozhraní je pak utvářeno prostřednictvím aplikace ISA. Sledování a shromažďování webových zdrojů v rámci databázového vyhledávání a monitoringu zajišťuje doplňková služba WEBmonitoring.
V databázi je možno vyhledávat dle automaticky skloňovaných klíčových slov, slovních spojení nebo předpřipravených tematických dotazů. Výhodou je neomezená délka, přítomnost funkce pro další zpřesnění dotazu a možnost uložit jej pro další použití. Pro vytvoření dotazu lze využít logických operátorů. Další zpřesnění zajistí různé filtrační nástroje cílené na čas, druh média či mediální okruh. Prohledávány mohou být plné texty nebo naopak jen jejich titulky či hlavičky. Výsledkům vyhledávání systém automaticky přiřazuje relevanci, neboli rating a lze vybírat z více možností jejich řazení.